# Passa Passa
Passa Passa ist ein wöchentliches, jeweils in der Nacht vom Mittwoch zum Donnerstag in den Tivoli Gardens von Kingston, Jamaika stattfindendes Straßenfest, das erstmals am Aschermittwoch 2003 stattgefunden haben soll. Es gilt als weltweit bekanntestes regelmäßig stattfindendes Reggae-Fest im Freien und soll den Teilnehmern dabei helfen, die erste Wochenhälfte zu vergessen und die zweite erträglicher erscheinen zu lassen. Passa Passa wird mitunter mit den New Yorker Block Partys verglichen. 
Die Musik ist ein Mix aus Reggae und Dancehall verschiedener Ausprägungen. Ein Merkmal des Festes ist ein aggressiver, gewollt und bewusst ordinärer Tanzstil, der ihm auch den Beinamen Hot Fuck Dancing gegeben hat. Es gab auch den sogenannten passa passa queens ihren Namen, das sind Mädchen, die durch ihr unzüchtiges Verhalten in der Öffentlichkeit auffallen.
Veranstaltet wird Passa Passa vom jamaikanischen Soundsystem Swatch International. Das deutsche Soundsystem Everest Sound aus Altötting trat als bisher einziger europäischer Sound auf dem Passa Passa auf.
Der Name Passa Passa wird auch für Merchandising-Aktionen benutzt; er wurde für Club-Veranstaltungen in anderen Ländern wie in Deutschland übernommen.